# Metropolitan Opera Ballet
Le Metropolitan Opera Ballet est une compagnie de danse attachée au Metropolitan Opera de New York depuis 1883.

## Histoire
À l'ouverture de l'opéra de New York en 1883, une troupe est créée afin d'interpréter les épisodes dansés des œuvres lyriques à l'affiche. La compagnie est principalement composée de danseurs européens, la formation faisant alors défaut aux États-Unis. Jusqu'à l'engagement comme premier danseur de Luigi Albertieri en 1895, tous les rôles masculins étaient tenus par des femmes.
En 1909, la ballerine italienne Malvina Cavallazzi crée une école au sein de l'établissement pour former des interprètes américains. Elle dirige l'école du Metropolitan jusqu'en 1914. Lui succèderont Pauline Verhoeven, Margaret Curtis, et, de 1951 jusqu'à la fermeture de l'école de danse en 1966, Antony Tudor et Margaret Craske.
Tout au long de l'histoire du Metropolitan Opera, des étoiles extérieures sont régulièrement invitées, la troupe du ballet n'ayant pas d'existence véritablement autonome : par exemple et suivant les générations Anna Pavlova, Mikhail Mordkin et Adeline Genée, ou Felia Doubrovska, Marina Svetlova et Carmen De Lavallade.
Ont été directeurs du ballet Zachary Solov, à l'époque où la ballerine afro-américaine Janet Collins (en) se distingue, Alicia Markova de 1963 à 1969, Norbert Vesak, puis Donald Mahler.
En 2023, la direction est assurée par deux codirecteurs, Linda Gelinas et Michael Trusnovec.